# Letra (música)
Letra, em música, é o texto contido nas composições vocais para ser cantado ou, às vezes, recitado. O escritor de uma "letra" é chamado de autor da letra ou letrista. A "letra", na música erudita é chamada de "texto". O escritor do texto é chamado de "autor" do texto.  As palavras, numa obra musical extensa como uma ópera, são derivadas de uma obra literária (livro), sendo, por isso, denominadas "libreto". Os escritores dos libretos são chamados de libretistas. Numa partitura para canto, a letra é escrita sob as notas musicais sendo as palavras separadas em sílabas. Se a sílaba se prolonga em várias notas musicais, colocam-se hifens de separação sob as diversas notas, para indicar a prolongação. Se a prolongação ocorre na sílaba final ou numa palavra monossílaba, coloca-se uma traço cheio, sublinhando as notas afetadas. Essa prolongação é chamada de melisma ou vocalise.
Playⓘ